# Гримми, Кристина
Кристина Виктория Гримми (англ. Christina Victoria Grimmie; 12 марта 1994, Марлтон, США — 10 июня 2016, Орландо, США) — американская пианистка и певица. Известна своими каверами на песни Кристины Агилеры, Кэти Перри, Джастина Бибера и многих других певцов. В июне 2011 выпустила свой первый мини-альбом Find Me. В 2013 выпустила свой полноформатный альбом With Love. Свой второй мини-альбом исполнительница выпустила в 2016 году.
В 2014 году Кристина Гримми приняла участие в 6 сезоне телепроекта The Voice (российский аналог — Голос) и заняла третье место. Некоторое время сотрудничала с лейблом Island Records.
Была застрелена в Орландо после концерта 27-летним Кевином Лойблом.

## Детство и образование
Выросла в городе Марлтон, Нью-Джерси, где окончила Баптистскую региональную начальную школу, а позже Старшую школу чироки. Отец Кристины заметил талант девочки в 6 лет, а в 10 она начала играть на пианино. Несмотря на то, что Кристина умела играть на пианино, ей было привычнее играть «на слух». Гримми получала домашнее образование в подростковые годы.

## Карьера
Кристина начала публиковать свои видео в 2009 году на своём YouTube-канале в возрасте 15 лет. Впервые получила популярность после кавера на песню Майли Сайрус Party in the U.S.A. На канале она публиковала каверы на различные популярные песни, а также участвовала в музыкальных коллаборациях с другими музыкантами.

### 2011 год
Кристина Гримми принимала участие в благотворительном концерте Детского фонда ООН. Также пела в бэк-вокале в туре Селены Гомес We Own the Night Tour. Была на разогреве у таких артистов и музыкальных групп, как Селена Гомез и The Scene, Jonas Brothers, Allstar Weekend. Приняла участие в специализированном туре для YouTube артистов DigiTour. Также артистка выступила на шоу The Ellen DeGeneres Show с ютьюбером Тайлером Варом.
14 июня 2011 года Кристина Гримми выпустила свой первый EP Find Me. Её дебютная песня Advice впервые прозвучала на Radio Disney 11 июня. Клип на эту песню появился на YouTube 19 июня.

### 2012—13 годы
В январе 2012 года Кристина переехала в Лос-Анджелес для продолжения своей музыкальной карьеры. На сайте Disney.com она запустила свое шоу Power Up: with Christina Grimmie, которое транслировалось с марта по июнь 2012 года.
Кристина выступала на разогреве у Селены Гомес в туре Stars Dance Tour, исполняя песни из своего полноформатного альбома With Love, который был выпущен 6 августа 2013 года. 3 октября состоялась эксклюзивная премьера её клипа Tell My Mama на Billboard.com. Гримми сказала: видео «о парне, к которому я имею симпатию в школе, и он своего рода „опасный ребёнок“, и обо мне, девушке, которая говорит своей маме обо всём».

### 2014 год: The Voice
В 2014 году Кристина Гримми приняла участие в шестом сезоне американского шоу «Голос». Она состояла в команде Адама Левина и заняла третье место.
     — студийные записи песня, вошедшие в Топ 10 чартов на iTunes.
| Выступление                | Песня                                             | Первоначальный исполнитель | Дата         | Результат                                                   |
| -------------------------- | ------------------------------------------------- | -------------------------- | ------------ | ----------------------------------------------------------- |
| Слепые прослушивания       | «Wrecking Ball»                                   | Майли Сайрус               | 24 Фев, 2014 | Все жюри повернулись; Присоединилась к команде Адама Левина |
| Поединок, Раунд 1          | «I Knew You Were Trouble»                         | Тейлор Свифт               | 25 Мар, 2014 | Выигрыш (решение наставника)                                |
| Поединок, Раунд 2          | «Counting Stars»                                  | One Republic               | 31 Мар, 2014 | Выигрыш (решение наставника)                                |
| Плей-офф                   | «I Won't Give Up»                                 | Джейсон Мраз               | 14 Апр, 2014 | Выигрыш (решение наставника)                                |
| Live Top 12                | «Dark Horse»                                      | Кэти Перри                 | 21 Апр, 2014 | Выигрыш (зрительское голосование)                           |
| Live Top 10                | «Hold On, We're Going Home»                       | Дрейк feat. Маджид Джордан | 28 Апр, 2014 | Выигрыш (зрительское голосование)                           |
| Live Top 8 (четвертьфинал) | «How to Love»                                     | Лил Уэйн                   | 5 Мая, 2014  | Выигрыш (зрительское голосование)                           |
| Live Top 5 (полуфинал)     | «Some Nights»                                     | fun.                       | 12 Мая, 2014 | Выигрыш (интернет голосование)                              |
| Live Top 5 (полуфинал)     | «Hide and Seek»                                   | Имоджен Хип                | 12 Мая, 2014 | Выигрыш (интернет голосование)                              |
| Финал                      | «Wrecking Ball»                                   | Майли Сайрус               | 19 Мая, 2014 | 3-е место                                                   |
| Финал                      | «Somebody That I Used To Know» (с Адамом Левином) | Готье feat. Кимбра         | 19 Мая, 2014 | 3-е место                                                   |
| Финал                      | «Can’t Help Falling In Love»                      | Элвис Пресли               | 19 Мая, 2014 | 3-е место                                                   |

### 2016 год
21 февраля 2016 года Гримми выпустила свой второй EP под названием Side A, который состоял из четырёх песен.

### Смерть
Была смертельно ранена 27-летним Кевином Джеймсом Лойблем, жителем Сент-Питерсберга (штат Флорида), трижды выстрелившим в певицу 10 июня 2016 года после концерта в Орландо во время автограф-сессии. Брат Гримми, Маркус, вступил в схватку с убийцей, после чего убийца застрелился. Была доставлена в больницу Орландо. Врачи долго бились за её жизнь, но в итоге она скончалась. Похоронена 16 июня 2016 года в своём родном городе Марлтоне, в штате Нью-Джерси.
2 сентября 2018 года, через два года после убийства Кристины, её мать, Тина Гримми, скончалась после многолетней борьбы с раком молочной железы.

## Фильмография
| Год  | Название                                                                  | Роль            |
| ---- | ------------------------------------------------------------------------- | --------------- |
| 2011 | Как попало!                                                               | Кристина Гримми |
| 2011 | The Click Clique                                                          | Кристина Гримми |
| 2012 | Power Up with Christina Grimmie                                           | Ведущая         |
| 2012 | Remixed                                                                   | Кристина Гримми |
| 2012 | Dancing with the Stars (российский аналог — Танцы со звездами) — 15 сезон | Участница       |
| 2013 | Dancing with the Stars (российский аналог — Танцы со звездами) — 16 сезон | Участница       |
| 2014 | Dancing with the Stars (российский аналог — Танцы со звездами) — 19 сезон | Участница       |
| 2016 | The Matchbreaker                                                          | Эмили Аткинс    |

## Дискография

### EP
- Find Me (2011)
- Side A (2016)
- Side B (2017)

### Студийные альбомы
- With Love[англ.] (2013)
- All Is Vanity[англ.] (2017)

### Песни
| «Advice»                        | 2011 | —  | 3 | Find Me           |
| «Liar Liar»                     | 2011 | 15 | — | Find Me           |
| «Tell My Mama»                  | 2013 | —  | — | With Love         |
| «Must Be Love»                  | 2014 | —  | 1 | Неальбомный сингл |
| «Cliché»                        | 2015 | —  | — | TBA               |
| «Shrug»                         | 2015 | —  | 5 | TBA               |
| «—» песни, не попавшие в чарты. |      |    |   |                   |